# 闇夜殺神
《闇夜殺神》（英語：Rendel）是一部於2017年上映，由耶塞·哈亚編寫、製作和執導的芬蘭超級英雄電影。本片是根據17年前由哈亚創作的漫畫角色所改編。由克里斯·貢梅魯斯、馬蒂·翁尼斯馬、拉米·魯西寧和伦内·科尔皮拉領銜主演。其他演員包括阿莉娜·通尼科夫、泰罗·萨勒纽斯、阿克·卡利阿拉、阿努·帕勒瓦拉、克里斯蒂娜·卡尔亚莱宁。

## 劇情
主人公变成闇夜殺神，带着超级英雄的面具去向谋杀了他的家人的犯罪組織VALA复仇。

## 演員
- 克里斯·貢梅魯斯（芬蘭語：Kris Gummerus） 飾 Rämö / Rendel
- 馬蒂·翁尼斯馬（芬蘭語：Matti Onnismaa） 飾 Mr. Erola
- 拉米·魯西寧（芬蘭語：Rami Rusinen） 飾 Rotikka
- 伦内·科尔皮拉（芬蘭語：Renne Korppila） 飾 Lahtaaja
- 阿莉娜·通尼科夫（芬蘭語：Alina Tomnikov） 飾 Marla
- 泰罗·萨勒纽斯（芬蘭語：Tero Salenius） 飾 Kurikka
- 阿克·卡利阿拉（芬蘭語：Aake Kalliala） 飾  Marsalkka
- 阿努·帕勒瓦拉（英语：Anu Palevaara） 飾 Huora
- 米卡埃尔·马亚拉赫蒂（英语：Michael Majalahti） 飾 Jimmy
- Michael Hall 飾 Mike
- Johnny Vivash 飾 Radek
- Bianca Bradey 飾 Stacy
- Sheila Shah 飾 Julia

## 製作
電影的預算製作為145萬歐元，於2015年秋季和2016年春季拍攝了50天。本片拍攝於卡亞尼、米凱利、瓦爾考斯、赫爾辛基、索特卡莫、庫奧皮奧和普奧蘭卡。

## 發行
本片於2017年9月22日在芬蘭上映，2018年1月26日在台灣上映。

## 獲獎
本片於2017年10月在墨西哥的Feratum電影節上獲得最佳動作電影，並參加2017德國奇幻電影節、2017赫爾辛基國際影展、2017比利時布魯日Razor Reel Flanders影展、2017芝加哥Cinepocalypse恐怖影展。

## 外部連結
- 互联网电影数据库（IMDb）上《闇夜殺神》的资料（英文）
- 爛番茄上《闇夜殺神》的資料（英文）
- AllMovie上《闇夜殺神》的资料（英文）
- Box Office Mojo上《闇夜殺神》的資料（英文）
- 開眼電影網上《闇夜殺神》的資料（繁體中文）
- Yahoo奇摩電影上《闇夜殺神》的資料（繁體中文）
- 豆瓣电影上《闇夜殺神》的資料 （简体中文）